# Chen Yaling
Chen Yaling (* 24. April 1984) ist eine ehemalige chinesische Leichtathletin, die sich auf den Weitsprung spezialisiert hat. Ihre größten Erfolge feierte sie mit dem Gewinn der Goldmedaille bei den Hallenasienspielen 2007 in Macau sowie mit dem Hallenasienmeistertitel 2008 in Doha.

## Sportliche Laufbahn
Erste internationale Erfahrungen sammelte Chen Yaling vermutlich im Jahr 2006, als sie bei den Asienspielen in Doha mit einer Weite von 6,38 m den vierten Platz belegte. Im Jahr darauf startete sie bei den Weltmeisterschaften in Osaka, schied dort aber mit 6,50 m in der Qualifikationsrunde aus, ehe sie bei den Hallenasienspielen in Macau mit 6,45 m die Goldmedaille gewann. 2008 siegte sie mit 6,39 m bei den Hallenasienmeisterschaften in Doha und im Jahr darauf gelangte sie bei der Sommer-Universiade in Belgrad mit 6,32 m auf Rang sechs. Anschließend belegte sie bei den Hallenasienspielen in Hanoi mit 6,27 m den vierten Platz und gewann dann bei den Asienmeisterschaften in Guangzhou mit 6,28 m die Silbermedaille hinter der Philippinerin Marestella Sunang. Daraufhin siegte sie mit einem Sprung 6,30 m bei den Ostasienspielen in Hongkong. 2010 gewann sie bei den Hallenasienmeisterschaften in Teheran mit 5,95 m die Silbermedaille hinter der Kasachin Ljudmila Grankowskaja. Im November nahm sie erneut an den Asienspielen in Guangzhou teil und wurde dort mit 6,10 m Zehnte. Im September 2013 bestritt sie bei den Nationalspielen ihren letzten offiziellen Wettkampf und beendete daraufhin ihre aktive sportliche Karriere im Alter von 29 Jahren.
In den Jahren 2006, 2007 und 2009 wurde Chen chinesische Meisterin im Weitsprung.

## Persönliche Bestleistungen
- Weitsprung: 6,62 m (+1,7 m/s), 5. August 2006 in Shijiazhuang
  - Weitsprung (Halle): 6,57 m, 15. Februar 2009 in Nanjing